# بارا (لاعب كرة قدم)
بارا (بالبرتغالية: Marcos Rogério Ricci Lopes‏) هو لاعب كرة قدم برازيلي في مركز الدفاع، ولد في 14 فبراير 1986 في São João do Araguaia ‏ في البرازيل. لعب مع سانتو أندريه وغريميو بورتو أليغرينزي ونادي سانتوس ونادي فلامنغو.

## وصلات خارجية
- بارا على موقع قاعدة بيانات كرة القدم.إي يو (الإنجليزية)
- بارا على موقع Soccerway.com (الإنجليزية)
- بارا على موقع عالم كرة القدم.نت (الإنجليزية)